# Хумус
 Тази статия е за почвения компонент.  За ястието от Близкия изток вижте Хумус (храна).  
Хумусът е много важна органична част на почвата, която до голяма степен определя естественото почвено плодородие. Хумусът е хранителната съставка на почвите. Образува се от разлагането на органичните остатъци в почвата — умрели растения, животни и микроорганизми. 
Най-голямо количество органична материя в почвата постъпва от многогодишната тревиста растителност — 700–1500 kg/дка годишно, следвана от горската растителност — 300–700 kg/дка годишно. Останките от живелите в почвата животни са 20–50 kg/дка, а от микроорганизмите — около 7 kg/дка годишно.
Образуването на хумуса е сложен биохимичен процес и протича под влияние на микроорганизмите.

## Роля и значение на хумуса
Хумусът не се усвоява пряко от растенията, но при минерализирането му се освобождават редица необходими за храненето на растенията вещества. По тази причина почвите с по-голямо съдържание на хумус са по-плодородни. От състава на хумуса зависят до голяма степен свойствата на почвата. Хуматите създават водоустойчива структура, с което се подобрява водния и въздушния режим на почвата и се повишава поглъщателната ѝ способност. Почвите, които съдържат повече хумус, имат по-добри агрофизични свойства – рохкав строеж, по-слаба пластичност, лесно се обработват и не се напукват силно при изсъхване.

## Хумус в българските почви
Съдържанието на хумус в българските почви е както следва:
| Почви                              | Целина | Ниви | Съдържание на хумус, % в пласта | Съдържание на хумус, % в пласта | Съдържание на хумус, % в пласта | Съдържание на хумус, % в пласта | Съдържание на хумус, % в пласта | Съдържание на хумус, % в пласта |
| ---------------------------------- | ------ | ---- | ------------------------------- | ------------------------------- | ------------------------------- | ------------------------------- | ------------------------------- | ------------------------------- |
| Почви                              | Целина | Ниви | 0 – 30 cm                       | 0 – 30 cm                       | 0 – 30 cm                       | 30 – 60 cm                      | 30 – 60 cm                      | 30 – 60 cm                      |
| Почви                              | n*     | n*   | Целина                          | Ниви                            | Намаление, %                    | Целина                          | Ниви                            | Намаление, %                    |
| Черноземни карбонатни              | 16     | 169  | 3,76                            | 2,73                            | 27                              | 2,37                            | 2,20                            | 7                               |
| Черноземни типични                 | 17     | 67   | 4,03                            | 2,88                            | 29                              | 2,72                            | 2,24                            | 18                              |
| Черноземни средно излужени         | 11     | 168  | 3,61                            | 2,72                            | 25                              | 2,29                            | 1,94                            | 15                              |
| Черноземни силно излужени          | 4      | 81   | 3,74                            | 3,13                            | 16                              | 2,91                            | 2,18                            | 26                              |
| Черноземни деградирани             | 7      | 64   | 3,40                            | 2,51                            | 26                              | 1,89                            | 1,68                            | 11                              |
| Тъмносиви горски                   | 9      | 63   | 2,90                            | 2,21                            | 24                              | 1,45                            | 1,47                            | +1                              |
| Сиви горски                        | 10     | 92   | 2,59                            | 1,85                            | 29                              | 2,37                            | 0,94                            | 3                               |
| Светлосиви горски псевдоподзолисти | 31     | 38   | 2,71                            | 1,87                            | 31                              | 0,74                            | 0,79                            | +6                              |
| Канелени горски псевдоподзолисти   | 14     | 45   | 1,72                            | 1,11                            | 35                              | 0,69                            | 0,78                            | +12                             |
| Канелени средноизлужени            | 15     | 38   | 2,31                            | 1,96                            | 15                              | 0,88                            | 1,22                            | +28                             |
| Смолници излужени                  | 3      | 101  | 3,50                            | 3,02                            | 14                              | 2,7                             | 2,38                            | 12                              |
| n – брой на изследваните проби     |        |      |                                 |                                 |                                 |                                 |                                 |                                 |